# Baker’s Barn
Baker’s Barn ist ein Science-Fiction-Roman von Ady Henry Kiss aus dem Jahre 1996, dessen Handlung auf mehreren Zeitebenen angesiedelt ist (in der „jetzigen“ Zeit und in weit entfernter Zukunft).

## Inhalt
Anfangssituation: Die Menschen führen einen interstellaren Krieg mit zwei außerirdischen Rassen. Die Menschheit vegetiert mehr schlecht als recht auf riesigen Plattformen im Weltraum und wird von einer unfähigen und bestechlichen Militärjunta unterdrückt.
Ein hoher General, der die bei weitem stärkste Kampfeinheit der Menschen anführt, desertiert. Er ist mit seinen Schiffen zu den Gegnern übergelaufen und befindet sich auf dem Heimweg (in kriegerischer Absicht). Die derart Angegriffenen haben deshalb nur eine sinnvolle Lösung: Sie müssen einen Raumschiffsantrieb entwickeln, der die anderen versprengten Flottenverbände noch rechtzeitig zurückbringt.
Um das zu schaffen, reist der Ich-Erzähler auf die Erde des späteren 20. Jahrhunderts und sucht dort nach Möglichkeiten, die Gefahr abzuwenden.

## Daten
- ISBN 351839133X